# Mariusz Rutkowski
Mariusz Rutkowski (ur. 5 września 1963) – polski kajakarz, wicemistrz świata, mistrz Polski.
Był zawodnikiem Posnanii. Jego największymi sukcesami w karierze było wicemistrzostwo świata w konkurencji K-4 10000 m - w 1990 (razem z Andrzejem Gajewskim, Grzegorzem Kaletą i Andrzejem Gryczką) i  brązowy medal mistrzostw świata w tej samej konkurencji w 1989 (razem z Andrzejem Gajewskim, Grzegorzem Kaletą i Tomaszem Franaszkiem).
Był mistrzem Polski w konkurencji K-2 1000 m w 1990 (z Dariuszem Zyberem).